# Họ Sơn liễu
Họ Sơn liễu hay họ Liệt tra (danh pháp khoa học: Clethraceae) là một họ nhỏ trong bộ Thạch nam (Ericales), bản địa của khu vực ôn đới ấm tới nhiệt đới thuộc châu Á và châu Mỹ, với một loài có ở quần đảo Madeira (Bồ Đào Nha). Họ này bao gồm 2 chi, Clethra (65 loài sơn liễu, liệt tra hay xạ hương) và Purdiaea (10 loài). Ở Việt Nam có 6 loài thuộc chi Clethra.
Trong quá khứ, phần lớn các nhà thực vật học chỉ đưa chi Clethra vào trong họ này, nhưng nghiên cứu gần đây đã chỉ ra rằng chi Purdiaea, trước đây đặt trong họ có quan hệ họ hàng gần Cyrillaceae, lại có quan hệ gần với Clethra (Anderberg & Zhang 2002) nhiều hơn.